# Бял равнец
Белият равнец (Achillea millefolium), също хилядолистен или обикновен равнец, е растение, типично за Северното полукълбо. Включено е в списъка на лечебните растения, съгласно Закона за лечебните растения.
В Древността се е смятало, че това е билката на бога на медицината Асклепий (Ескулап).

## Описание
Съцветията му са плоски, съставени от няколко дребни цветове. Често се използват свежи или изсушени в букети. Белият равнец расте най-добре на ярко слънце и предпочита почви с добри дренажни свойства.

## Употреба
Белият равнец е познат с множеството си употреби като билка. Има кръвопречистваща сила и е идеално средство за детоксикация на организма. Изследвания на италиански учени доказват, че има силно антикариесно действие.
Наричан е „мъжка билка“, тъй като в миналото войниците задължително носели със себе си бял равнец заради свойството му да спира вътрешни и външни кръвоизливи и да успокоява болките, но също и „женска билка“, защото помага при маточни кръвотечения, менструални болки, менопауза, дисменорея (болезнен менструален цикъл) и хиперменорея.

## Други
На белия равнец е наречена улица в кварталите „Бояна“ и „Гърдова глава“ в София (Карта).